# Blanquefort-sur-Briolance
Blanquefort-sur-Briolance – miejscowość i gmina we Francji, w regionie Nowa Akwitania, w departamencie Lot i Garonna.
Według danych na rok 1990 gminę zamieszkiwało 468 osób, a gęstość zaludnienia wynosiła 11 osób/km² (wśród 2290 gmin Akwitanii Blanquefort-sur-Briolance plasuje się na 734. miejscu pod względem liczby ludności, natomiast pod względem powierzchni na miejscu 160).